# 南京町 (神戸市)

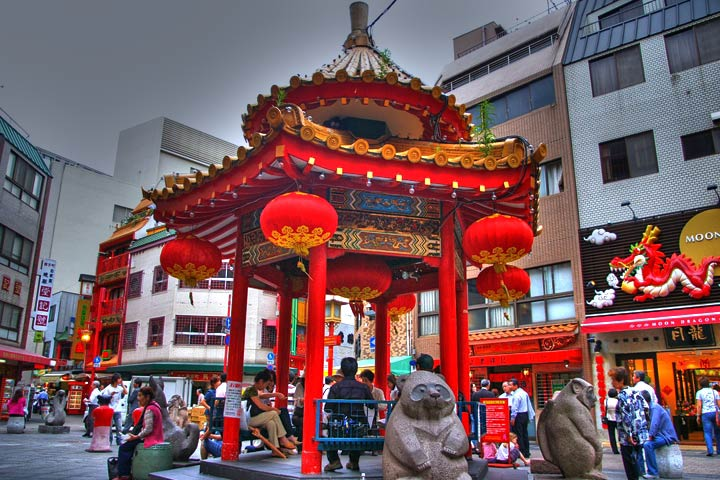
南京町広場の象徴的建築物「あずまや」

南京町（ナンキンまち）とは、兵庫県神戸市中央区にあるエリアであり、元町通と栄町通にまたがる一帯を指す。
南京町商店街振興組合の登録商標でもあり、中国風の意匠を特徴とする中華街である。なお、南京町は通称としての地名で、住所表記としての地名ではない。

## 概要

南京町西端入口の西安門

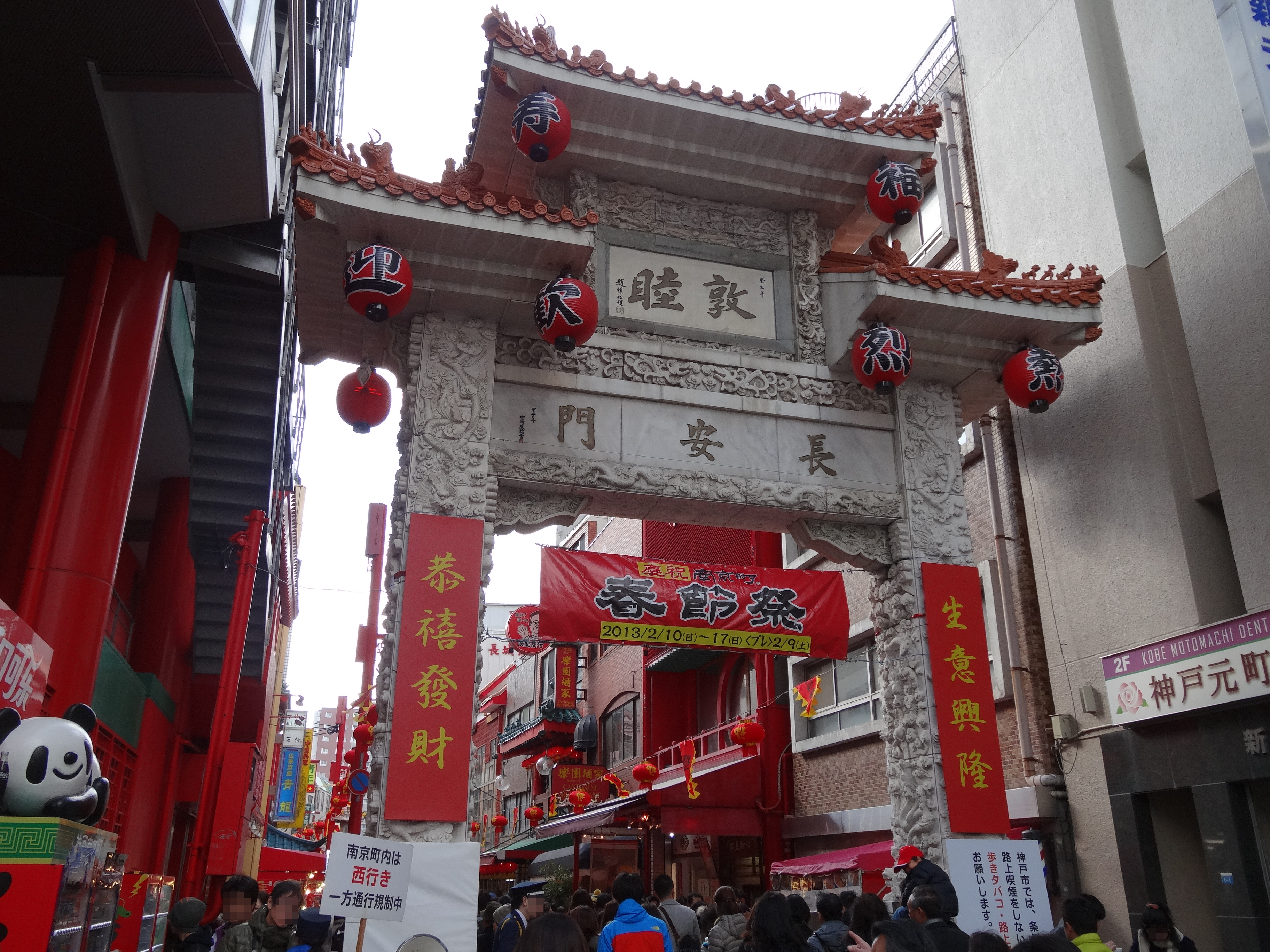

横浜中華街、長崎新地中華街とともに、日本三大チャイナタウンの一つに数えられ、東西約200m、南北110mの範囲に100あまりの店舗が軒を連ねる。店頭の路上で点心、菓子、食材、記念品などを売る店も多く、休日は地元の買い物客や観光客で賑わう。
「南京町」という用語は、かつて中国人街を指す一般名称であった。しかし、そのほとんどは第二次世界大戦後に改称したため、現在では事実上神戸のこの地区のみを指す固有名詞となっている。
南京町の中央通りは、十字路になっていて、中央の広場には「あずまや」、東は「長安門」、西は「西安門」、南は「海栄門」という名前の門があり、北は元町商店街につながる。
午前10時頃から一部の店が開き始めるが、車両通行禁止になる午前11時までは、納品車両が行き交う。日が暮れて夜になると、「長安門」や「あずまや」はライトアップされる。

## 南京町と華僑
現在在住の華僑の人々は、横浜華僑6000人に対して、神戸華僑はその倍近い1万人を超えているといわれる。しかし、横浜中華街と比べると、神戸南京町は規模が随分と小ぶりである。実際に生活の場でもある横浜中華街と違い、神戸の南京町には居住者は少なく、ほぼ純然たる商業地となっているためである。
神戸関帝廟や神戸中華同文学校などの華僑関連施設は、山手に点在している。実際の神戸華僑の居住地は、鯉川筋、トアロード、北野町などであり、神戸の有名な中華料理店の大半も南京町ではなく三宮など市内中心部に拠点を置いている。
居留地の造成・分譲が遅れた神戸では、日本人との雑居を認める雑居地の設定が先で、華僑のみならず居留地に居住可能な欧米人の邸宅でさえ雑居地に多く建ち、日本人の邸宅とも混在するという特徴があった。浜手の南京町や居留地は「仕事場」であり、住居は雑居地である山手に構える華僑や欧米人が多かった。居留地のような集住を前提とするものではない雑居地という設定は、神戸の華僑が集住ではなく分散していることにもつながっている。また同時に神戸華僑の人々が他の地域に比べて日本人社会と良好な関係を築いてきた証拠ともいえる。
神戸では、古くは呉錦堂に代表されるように事業に成功した者が多く、華僑といえば「商売上手で裕福な人が多い」と認識されてきた為、民族的対立も比較的少なく前述の通り日本人社会との良好な関係を築いてきたといえる。それゆえ、戦前の一時期南京さん等の言葉が侮蔑的に用いられた事はあったものの、南京町という名称は既に世間に広く認知されているとして戦後も名称を変更する動きもなかった（横浜と長崎では、中華街に改称している）。
近年、春節祭（旧正月）などの主要な行事に、多くの日本人も参加している。当日には多くの市民や観光客が集まり、南京町のみならず神戸の重要な行事にもなっており、関西地方の地域ニュースでも毎年おなじみの光景である。また、最近では、経済発展著しい中華人民共和国への関心の高まりで、華僑子弟の多くが通う神戸中華同文学校に入学を希望する日本人子弟も急増している。

## 歴史

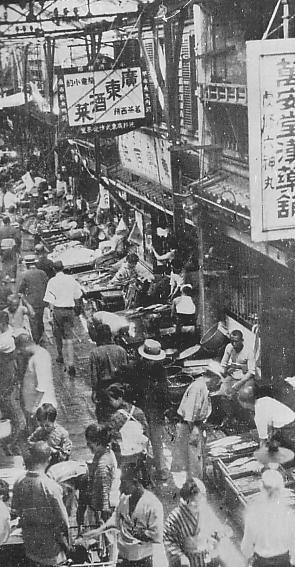
神戸南京町（1930年代）

1868年に神戸港が開港し、外国人用の居留地が設けられた。当時、清国との間には通商条約を結んでいなかったため、華僑は居留地内に住むことを許可されずに、西隣に住み始めたのが南京町の始まりとされる。当初の華僑は港湾関連の従事者が多く、神戸港の臨港地区たる海岸通や商館が多い居留地に近接する栄町通1丁目のあたりに集住が見られ、ほどなく南京町と通称されるようになった。上述の通り華僑の住居が山手へ分散するようになると、最高で約7割に達した南京町の華僑の店舗比率は約3分の1に落ち着き、残りの約3分の2は日本人商人の店舗となった。1926年に設立された南京町市場組合は華僑と日本人商人共同による組合で、客層も中国人と日本人双方であった。
1937年の日中戦争勃発以降華僑は減少し、1945年の神戸大空襲で南京町は壊滅的被害を受ける。戦後は主に連合軍相手の歓楽街として復興したが、その名残もあって退廃化が進み、1970年代までは路地の舗装もされず、周辺には船員向けのバーが立ち並び、夜になれば街娼が立つようなエリアとなっていた。1960年代には純粋な中華料理レストランが1軒まで減少したこともあった。
1974年に最後まで接収されていた神戸港の新港第6突堤の接収が解除され、南京町にあった「外人バー」はなくなった。1976年に南京町の事業者らが「南京町を考える会」を発足させ、南京町の復興整備に関する陳情書を神戸市に提出し、神戸市は「中国的な景観や意匠に富んだまちづくりをバックアップする」という方針を決めた。神戸市の援助を受けるため、翌1977年に南京町商店街振興組合が設立された。
1981年（昭和56年）の「南京町復興環境整備事業実施計画」以降は広場や楼門の建造などの環境整備が行われ、一気に観光地化が進んだ。現在では南京町と呼ばれる区画も当時の2倍に広がり、他地区から移転してきた中華料理店や新しい料理店が続々と開店した。また、それまではほぼ華僑だけが客だった中国物産の店に、世界各国より一般客が訪れるようになったのもこの頃からである。
1995年の阪神・淡路大震災においても被害を受けたが、現在のように一般観光客が多数押し寄せるようになったのは震災が契機である。震災後ライフラインが停止し厨房も被災した中で、レストランの営業ができなくなった一部の店は、やむを得ず店頭での点心などの軽食テイクアウト販売を、プロパンガスとポリタンクの水を使って再開した。これが観光客にとって気軽に食べ歩きができるとして好評を博し、震災から完全に復興した後も継続されて、現在でも南京町の名物となっている。

## 行事

夜の南京町広場とランターン

- 春節祭
- 興隆春風祭
- 中秋節
- ランターンフェアー

## 名物
- 割包
- コロッケ
- 叉焼
- 中華まん（豚まん）
- 中国茶
- 饅頭
- ラーメン
- 焼鶏（しょうけい）

## 交通アクセス
- JR神戸線（東海道本線）・阪神本線・神戸高速線：元町駅 (徒歩5分)
- 神戸市営地下鉄海岸線
  - 旧居留地・大丸前駅 (徒歩1分)
  - みなと元町駅 (徒歩5分)

## 近隣の名所・文化施設
- 旧神戸外国人居留地
  - 神戸ドールミュージアム
  - THE FORTY FIFTH
  - 大丸ミュージアム神戸
  - ジーニアスギャラリー
  - 旧居留地38番館
  - 神戸らんぷミュージアム
  - 神戸市立博物館
  - チャータードビル
  - 神戸商船三井ビル
  - 海岸ビル
  - 神港ビル
- 旧雑居地
  - 旧神戸住友ビル（現・銀泉神戸ビル）
  - 神戸郵船ビル
  - 海岸ビルヂング（旧・日濠会館）
  - 神戸華僑歴史博物館
- 中突堤
  - ポートタワー
- メリケンパーク
  - 神戸海洋博物館
  - フィッシュ・ダンス

## 脚註
1. ↑  第4020808号(出願1994年3月11日- 登録1997年7月4日)